# 전주시 (1950년 선거구)
전주시는 대한민국의 옛 국회의원 선거구이다. 당시 전라북도 전주시 지역을 관할했다.

## 역사
1949년 8월, 전주부가 전주시로 개칭되었다. 이에 제2대 국회의원 선거를 앞두고 전주부 선거구가 전주시 선거구로 개편되었다.
제4대 국회의원 선거를 앞두고 전주시 갑, 전주시 을 선거구로 분리되면서 폐지되었다.

## 역대 국회의원
| 선거   | 정당 | 정당   | 의원   |
| ------ | ---- | ------ | ------ |
| 1950년 |      | 무소속 | 박정근 |
| 1954년 |      | 무소속 | 이철승 |

## 역대 선거 결과

### 대한민국 제2대 국회의원 선거
|  | 15.83% |

|  | 13.19% |

|  | 13.02% |

|  | 10.10% |

|  | 6.08% |

|  | 5.97% |

|  | 3.88% |

|  | 3.68% |

|  | 3.12% |

|  | 2.88% |

|  | 2.62% |

|  | 2.35% |

|  | 2.01% |

|  | 2.01% |

|  | 1.88% |

|  | 1.69% |

|  | 1.56% |

|  | 1.56% |

|  | 1.15% |

|  | 1.01% |

|  | 0.96% |

|  | 0.90% |

|  | 0.75% |

|  | 0.59% |

|  | 0.50% |

|  | 0.40% |

|  | 0.18% |

### 대한민국 제3대 국회의원 선거
|  | 53.89% |

|  | 33.51% |

|  | 7.91% |

|  | 4.68% |